# Nannastacus gurneyi
Nannastacus gurneyi is een zeekommasoort uit de familie van de Nannastacidae. De wetenschappelijke naam van de soort is voor het eerst geldig gepubliceerd in 1927 door Calman.